# Premier Division 2014 (Irlanda)
La League of Ireland Premier Division 2014 è stata la 94ª edizione del massimo livello del campionato irlandese di calcio. La stagione è iniziata il 7 marzo ed è terminata il 25 ottobre 2014. Il Dundalk ha conquistato il titolo per la decima volta.

## Formula
Le 12 squadre partecipanti si affrontano tre volte nel corso della stagione, per un totale di 33 giornate.

La squadra campione d'Irlanda ottiene il diritto di partecipare alla UEFA Champions League 2015-2016 partendo dal secondo turno di qualificazione.

La vincitrice della Coppa nazionale è ammessa alla UEFA Europa League 2015-2016 partendo dal primo turno di qualificazione.

La seconda e la terza classificata del campionato sono ammesse alla UEFA Europa League 2015-2016 partendo dal primo turno di qualificazione.

La penultima classificata gioca uno spareggio promozione/retrocessione contro la vincente del play-off di First Division.

L'ultima classificata è retrocessa direttamente in First Division.

## Squadre partecipanti
| Club            | Città                  | Stadio            | Posizione 2013             |
| --------------- | ---------------------- | ----------------- | -------------------------- |
| Athlone Town    | Athlone                | Athlone Town Park | 1º posto in First Division |
| Bohemians       | Dublino (Phibsborough) | Dalymount Park    | 10º posto                  |
| Bray Wanderers  | Bray                   | Carlisle Grounds  | 11º posto                  |
| Cork City       | Cork                   | Turners Cross     | 6º posto                   |
| Derry City      | Derry                  | Brandywell        | 4º posto                   |
| Drogheda Utd    | Drogheda               | Hunky Dorys Park  | 8º posto                   |
| Dundalk         | Dundalk                | Oriel Park        | 2º posto                   |
| Limerick        | Limerick               | Thomond Park      | 7º posto                   |
| Shamrock Rovers | Dublino (Tallaght)     | Tallaght Stadium  | 5º posto                   |
| Sligo Rovers    | Sligo                  | Showgrounds       | 3º posto                   |
| St Patrick's    | Dublino (Inchicore)    | Richmond Park     | Campione                   |
| UCD             | Dublino (Belfield)     | UCD Bowl          | 9º posto                   |

## Classifica
|  | Pos. | Squadra         | Pt | G  | V  | N  | P  | GF | GS | DR  |
|  | ---- | --------------- | -- | -- | -- | -- | -- | -- | -- | --- |
|  | 1.   | Dundalk         | 74 | 33 | 22 | 8  | 3  | 73 | 24 | +49 |
|  | 2.   | Cork City       | 72 | 33 | 22 | 6  | 5  | 51 | 25 | +26 |
|  | 3.   | St Patrick's    | 65 | 33 | 19 | 8  | 6  | 66 | 37 | +29 |
|  | 4.   | Shamrock Rovers | 62 | 33 | 18 | 8  | 7  | 43 | 26 | +17 |
|  | 5.   | Sligo Rovers    | 43 | 33 | 12 | 7  | 14 | 44 | 36 | +8  |
|  | 6.   | Limerick        | 41 | 33 | 12 | 5  | 16 | 37 | 45 | -8  |
|  | 7.   | Bohemians       | 40 | 33 | 9  | 13 | 11 | 42 | 43 | -1  |
|  | 8.   | Derry City      | 38 | 33 | 9  | 11 | 13 | 42 | 41 | +1  |
|  | 9.   | Drogheda Utd    | 36 | 33 | 10 | 6  | 17 | 40 | 63 | -23 |
|  | 10.  | Bray Wanderers  | 26 | 33 | 5  | 11 | 17 | 28 | 61 | -33 |
|  | 11.  | UCD             | 25 | 33 | 6  | 7  | 20 | 27 | 71 | -44 |
|  | 12.  | Athlone Town    | 22 | 33 | 4  | 10 | 19 | 35 | 56 | -21 |

Legenda:

      Campione d'Irlanda e ammessa in UEFA Champions League 2015-2016

      Ammesse in UEFA Europa League 2015-2016

      Ammessa allo spareggio promozione-retrocessione

      Retrocessa in First Division 2015

### Play-off promozione/retrocessione
|               |       |               | Città e data             |
| ------------- | ----- | ------------- | ------------------------ |
| UCD           | 1 - 2 | Galway United | Dublino, 28 ottobre 2014 |
| Galway United | 3 - 0 | UCD           | Galway, 1º novembre 2014 |

## Risultati
|                 | Ath     | Boh     | Bra     | Cor     | Der     | Dro     | Dun     | Lim     | ShR     | Sli     | StP     | UCD     |
| --------------- | ------- | ------- | ------- | ------- | ------- | ------- | ------- | ------- | ------- | ------- | ------- | ------- |
| Athlone Town    | ––––    | 1-3 0-0 | 0-0 1-1 | 0-3 2-2 | 0-1     | 6-0     | 0-1 0-3 | 3-0     | 1-4 1-1 | 0-2     | 0-2     | 2-0     |
| Bohemians       | 2-2     | ––––    | 1-1 2-1 | 2-0     | 1-1 2-1 | 2-2 2-1 | 0-2     | 0-1 2-0 | 1-3 1-1 | 0-2 2-2 | 1-1     | 0-0     |
| Bray Wanderers  | 1-1     | 0-5     | ––––    | 0-2     | 0-0 1-1 | 1-3     | 1-0 1-1 | 1-0     | 0-3     | 1-0 0-1 | 1-3 2-4 | 3-5 2-0 |
| Cork City       | 1-0     | 1-1 1-0 | 3-1 1-1 | ––––    | 2-0     | 3-1 2-1 | 1-2     | 3-0     | 3-0 1-0 | 1-1 2-1 | 1-1 1-0 | 2-1     |
| Derry City      | 3-2 1-1 | 4-0     | 5-0     | 0-1     | ––––    | 2-0     | 2-2     | 0-0 1-2 | 0-1     | 1-0 2-1 | 0-0 0-1 | 1-1 0-1 |
| Drogheda Utd    | 3-2 1-1 | 1-0     | 0-2 1-1 | 0-1     | 1-1 1-0 | ––––    | 4-1 1-1 | 1-4     | 2-3 0-2 | 1-2     | 0-4 2-3 | 4-0     |
| Dundalk         | 2-0     | 1-1 3-2 | 5-1     | 4-0 2-0 | 3-0 5-0 | 7-0     | ––––    | 2-1 1-0 | 2-2 0-0 | 3-0     | 0-0     | 5-2     |
| Limerick        | 2-1 4-2 | 1-2     | 0-0 4-1 | 1-2 0-1 | 0-4     | 0-1 0-3 | 1-2     | ––––    | 4-1     | 0-3 1-0 | 2-0     | 2-1     |
| Shamrock Rovers | 1-0     | 0-0     | 2-1 1-0 | 0-2     | 1-1 2-0 | 0-1     | 0-1     | 1-1 1-0 | ––––    | 1-0     | 2-1     | 2-0 3-0 |
| Sligo Rovers    | 2-1 3-1 | 3-2     | 3-0     | 0-0     | 2-2     | 1-1 0-2 | 0-1 1-1 | 2-0     | 0-1     | ––––    | 2-2 1-4 | 5-0 4-0 |
| St Patrick's    | 4-0 0-2 | 3-1     | 3-2     | 3-2     | 5-2     | 6-0     | 1-4 1-0 | 1-1 0-1 | 1-0 1-1 | 1-0     | ––––    | 3-2     |
| UCD             | 2-1 1-1 | 0-3 0-0 | 0-0     | 0-1     | 1-6     | 2-1     | 1-4     | 1-1 1-3 | 0-2     | 1-0     | 1-1     | ––––    |

## Verdetti
- Campione d'Irlanda:  Dundalk
- In UEFA Champions League 2015-2016:  Dundalk
- In UEFA Europa League 2015-2016:  Cork City,  St Patrick's,  Shamrock Rovers e  UCD
- Retrocesse in First Division:  Athlone Town e  UCD